# Зег
Зег (њем. Seeg) општина је у њемачкој савезној држави Баварска. Једно је од 45 општинских средишта округа Осталгој. Према процјени из 2010. у општини је живјело 2.828 становника. Посједује регионалну шифру (AGS) 9777170.

## Географски и демографски подаци
Зег се налази у савезној држави Баварска у округу Осталгој. Општина се налази на надморској висини од 853 метра. Површина општине износи 50,1 km². У самом мјесту је, према процјени из 2010. године, живјело 2.828 становника. Просјечна густина становништва износи 56 становника/km².